# ريكاردو كزافييه
ريكاردو كزافييه (بالبرتغالية: Ricardo Gomes Xavier‏) (22 يوليو 1978 بماتو غروسو دو سول في البرازيل - ) هو لاعب كرة قدم برازيلي في مركز الهجوم. لعب مع سبارتاك فلاديكافكاز ونادي أفاي لكرة القدم ونادي ساو كايتانو ونادي غواراني ويوفنتوس ونادي سي آر بي ونادي إيتوانو وأونياو ساو جواو ‏ ونادي اتلتيكو سوروكابا ونادي ناوتيكو.

## وصلات خارجية
- ريكاردو كزافييه على موقع قاعدة بيانات كرة القدم.إي يو (الإنجليزية)
- ريكاردو كزافييه على موقع Soccerway.com (الإنجليزية)